# Erythrina-Alkaloide

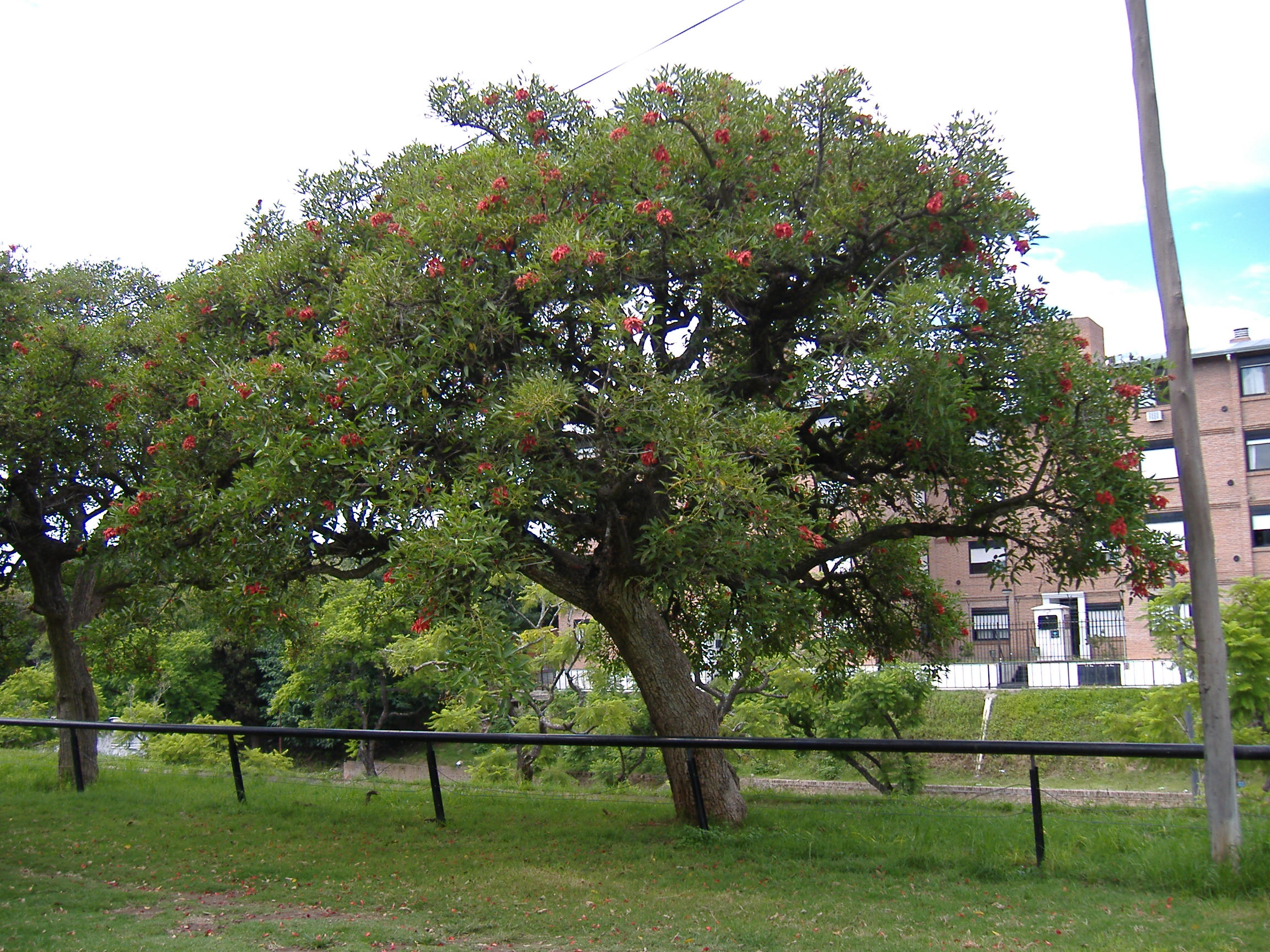
Gewöhnlicher Korallenbaum (Erythrina crista-galli)

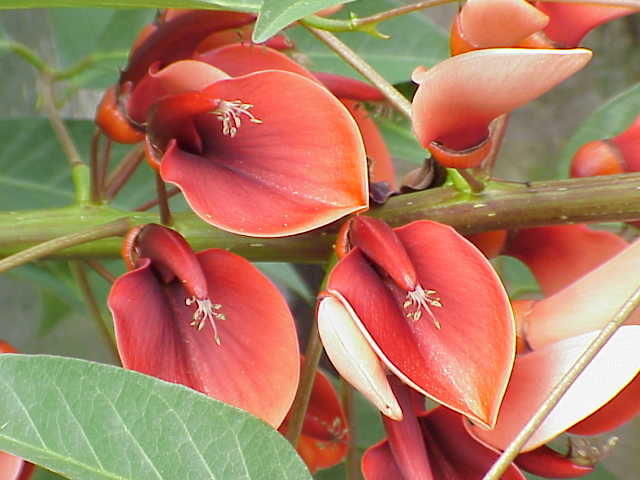
Blüten des Gewöhnlichen Korallenbaums (Erythrina crista-galli)

Erythrina-Alkaloide sind Naturstoffe des Isochinolin-Alkaloid-Typs.

## Vorkommen
Die Alkaloide kommen in Erythrina-Arten vor, z. B. in dem Gewöhnlichen Korallenbaum und Erythrina herbacea.

## Vertreter
Zu den Erythina-Alkaloiden zählen u. a. Erysodin, Erytharbin, Erythrartin und Erysotramidin.

Erysodin
Erytharbin
Erythrartin
(+)-Erysotramidin

## Eigenschaften
Erythrina-Alkaloide wirken sedativ, hypotensiv, CNS-depressiv, laxativ und diuretisch.